# LM317

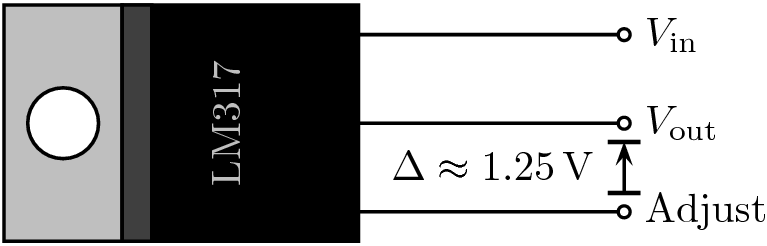
Principiul de funcționare al LM317, așa cum este reprezentat în imagine de referință.

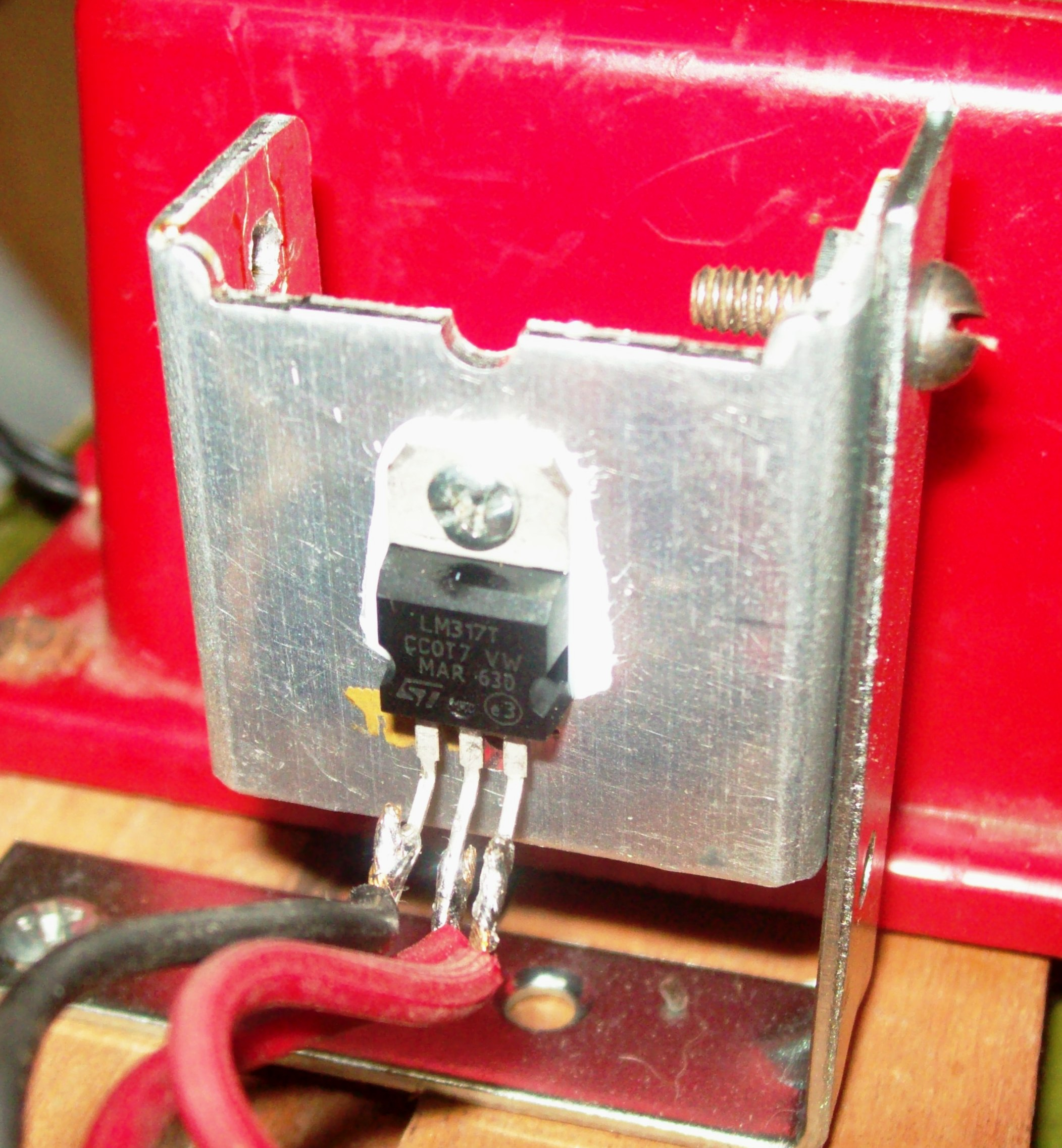
LM317 pe disipator termic

LM317 este un stabilizator de tensiune liniar pozitiv reglabil. A fost proiectat de Robert C Dobkin în 1976, în timp ce lucra la National Semiconductor. LM337 este complementul negativ al LM317, care reglează tensiunile sub o referință.
A fost proiectat de Bob Pease, care a lucrat și pentru National Semiconductor.

## Specificații
| Simbol     | Parametru                                              | Valoare                     | Unitate |
| ---------- | ------------------------------------------------------ | --------------------------- | ------- |
| Vout       | Interval de tensiune de ieșire                         | 1.25 – 37                   | V       |
| Vin – Vout | Voltage differential                                   | 3 – 40                      | V       |
| TJ         | Intervalul de temperatură al joncțiunii de funcționare | 0 – 125                     | °C      |
| IO(MAX)    | Curent maxim la ieșire                                 | 1.5                         | A       |
| IL(MIN)    | Curent minim de începere                               | tipic 3.5 mA, maximum 12 mA | [ 1 ]   |
| PD         | Disipația puterii                                      | Internally Limited          | W       |
| RθJA       | Rezistență termală, Joncțiune ambientală               | 80                          | °C/W    |
| RθJC       | Rezistența (Junction to case)                          | 5                           | °C/W    |

Poziționarea unor terminale de stabilizator LM317 care indică tensiunea sa constantă de referință.

Fără un disipator termic cu o temperatură ambientală la 50 grade C, cum ar fi într-o zi caldă de vară în interiorul unei cutii, poate fi permisă o disipare a puterii maxime de (TJ-TA)/RθJA = ((125-50)/80) = 0.98W. (O bucată de tablă strălucitoare din aluminiu cu dimensiunile de 6x6 cm și 1,5mm grosime, are ca rezultat o rezistență termică care permite disiparea căldurii 4,7 W).

## Operare
Ca orice stabilizator liniare, LM317 și LM337 sunt utilizate în aplicații de convertor DC la DC.
Stabilizatorii liniare în mod inerent puterea de risipă, puterea disipată este curentul trecut înmulțit cu diferența de tensiune între intrare și ieșire. În utilizare, un LM317 necesită în mod obișnuit un disipator pentru a preveni creșterea temperaturii de funcționare prea ridicate. Pentru diferențe mari de tensiune, energia pierdută ca căldură poate fi în cele din urmă mai mare decât cea furnizată circuitului. Aceasta este compensarea pentru utilizarea regulatoarelor liniare, care sunt o modalitate simplă de a furniza o tensiune stabilă cu puține componente suplimentare. Alternativa este utilizarea unui regulator de tensiune de comutare, care este de obicei mai eficient, dar care are o amprentă mai mare și necesită un număr mai mare de componente asociate.
În pachetele cu un capăt de montare cu disipator termic de căldură, cum ar fi TO-220, capătul este conectat intern la știftul de ieșire, ceea ce poate face necesară izolarea electrică a capătului sau a radiatorului din alte părți ale circuitului de aplicare. Nerespectarea acestui lucru poate determina scurtcircuitul componentului.